# Валькендорф
Валькендорф (нем. Walkendorf) — община в Германии, в земле Мекленбург-Передняя Померания.
Входит в состав района Гюстров. Подчиняется управлению Гнойен. Население составляет 507 человек (2009); в 2003 г. — 536. Занимает площадь 27,63 км².

## Ссылки

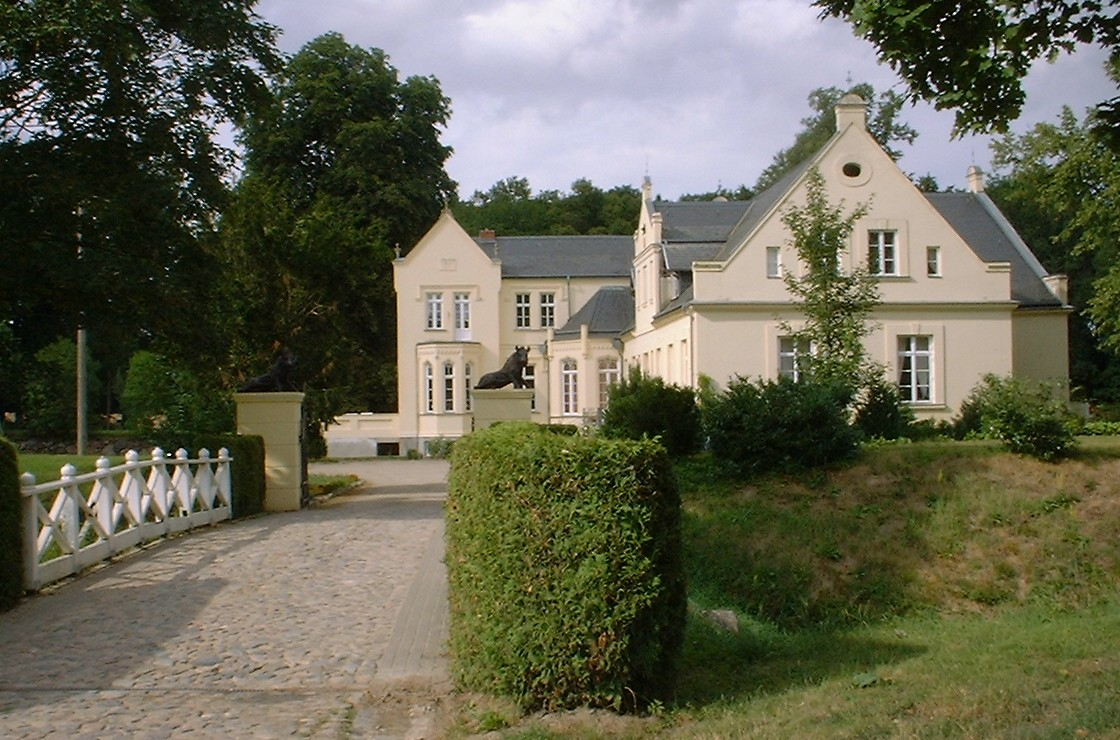
Валькендорф